# Redout (jogo eletrônico)
Redout é um jogo eletrônico de corrida desenvolvido e publicado pela empresa italiana 34BigThings. Ele foi inspirado em outros jogos de corrida como F-Zero, Wipeout, Rollcage e POD conforme destacado na página do jogo no Steam.
O jogo foi, inicialmente, lançado para Microsoft Windows em setembro de 2016, enquanto que as versões para PlayStation 4 e Xbox One foram lançadas em agosto de 2017.
A versão para Windows é compatível e pode ser jogada em realidade virtual. Um port para Nintendo Switch publicado pela empresa Nicalis foi originalmente programado para ser lançado durante o segundo trimestre de 2017, porém foi  posteriormente adiada para maio de 2019. O jogo também foi disponibilizado na Amazon Luna em 20 de outubro de 2020.

## Jogabilidade
Redout é um jogo de corrida que se passa no ano de 2560. Os jogadores competem controlando uma dentre várias embarcações em diversas pistas diferentes.
Ademais, o jogo apresenta diferentes modos de corrida: um modo de corrida padrão; corridas de arena, nas quais vence o último navio a sobreviver à corrida; modo velocidade, que exige que os jogadores mantenham uma velocidade mínima; pontuação, em que os jogadores competem por pontuações maiores que seus adversparios; boss, em que os jogadores passam por múltiplas pistas usando teletransportadores; e o instagib, que desqualifica quaisquer navios que tocam em uma parede. 
O jogo tem suporte para multiplayer online através de lobbies de até doze jogadores e localmente através de tela dividida para dois jogadores simultaneamente.
Os controles do navio são semelhantes aos das aeronaves, incluindo atira e lançar com o veículo.

## Recepção
No site americano Metacritic, Redout recebeu críticas positivas para as versões de Windows, PlayStation 4 e Xbox One.   Já a versão para Switch recebeu críticas mistas. PC Gamer disse que o jogo "arrasou nos aspectos visuais, no aspector sonoro e na agilididade", mas "deixou a desejar na impressão". Nintendo Life analisou-o como "um jogo muito bom", mas criticou a funcionalidade multijogador da versão Switch. Push Square escreveu que Redout é "um dos melhores exemplos do gênero", enfatizando que as corridas de chefes são "um grande destaque positivo do jogo".

## Sequência
Um spin-off chamado "Redout: Space Assault" foi lançado para os sistemas da Apple, iOS e macOS, através do Apple Arcade em 8 de outubro de 2019. As versões para Windows, PlayStation 4, Nintendo Switch e Xbox One, por sua vez, foram adiadas até o dia 22 de janeiro de 2021. 
Uma sequência publicada pela Sabre Interactive e intitulada "Redout 2", foi lançada para Microsoft Windows, Nintendo Switch, PlayStation 4, PlayStation 5, Xbox One e Xbox Series X/S em 16 de junho de 2022.